# Bóg wie gdzie
«Bóg wie gdzie» (с пол. — «Бог знает где») — песня польской группы Zakopower, впервые изданная в 2008 году в формате сингла. Повторно выпущена в альбоме Boso и переиздана на новом сингле в 2011 году. Является одной из самых популярных песен и одним из основных концертных номеров в репертуаре коллектива Zakopower. На XLV Национальном фестивале польской песни в Ополе в июне 2008 года за исполнение «Bóg wie gdzie» музыканты Zakopower получили специальную премию жюри и премию Кароля Мусёла, также называемую «Суперпремьерой». В 2008 и 2011—2012 годах песня находилась в ротации многих польских музыкальных радиостанций, занимая в их чартах в том числе и высшие позиции.
Автор музыки — Матеуш Поспешальский, автор слов — Бартоломей Кудасик, исполнитель вокальной партии — Себастьян Карпель-Булецка.

## Издания
После первого издания песни «Bóg wie gdzie» в 2008 году на сингле в следующем, 2009 году появилась видеоверсия этой песни, записанная и выпущенная на концертном DVD Koncertowo. В 2011 году музыканты Zakopower включили студийную версию «Bóg wie gdzie» в альбом Boso и в этом же году на волне популярности нового альбома решили переиздать песню в качестве сингла.
Помимо двух синглов, а также альбомов Koncertowo и Boso, песня «Bóg wie gdzie» была издана в 2008—2012 годах в нескольких сборниках, в том числе на Promo Only Polish Edition 7/2008 (2008), EMI Music Promo Music Service July 2008 (2008), CD Club Promo Only 11/2011 (2011), Muzyka Radia Zet (2012), RMF Polskie Przeboje 2012 (2012), RMF Hot New 2012 (2012) и других.
В 2017 году «Bóg wie gdzie» была сыграна на совместном концерте группы Zakopower и джазового квартета Atom String Quartet (запись была издана в том же году в альбоме Zakopower i Atom String Quartet).

## Позиции в чартах
| Чарт                                | Годы      | Высшая позиция | Число недель в чарте | Источник      |
| ----------------------------------- | --------- | -------------- | -------------------- | ------------- |
| Хит-парад Polskie Radio Program III | 2011—2012 | 16             | 15                   | [ 19 ]        |
| Wietrzne Radio                      | 2008      | 6              | 5                    | [ 20 ]        |
| Хит-парад Polskie Radio Szczecin    | 2011—2012 | 28             | 3                    | [ 21 ]        |
| Хит-парад RMF FM                    | 2011      | 1              | 6                    | [ 7 ]         |
| Хит-парад Polskie Radio Olsztyn     | 2011      | 15             | 15                   | [ 22 ] [ 23 ] |

## Участники записи
В записи принимали участие:
Zakopower
- Себастьян Карпель-Булецка[пол.] — вокал, скрипка;
- Бартоломей (Бартек) Кудасик — бэк-вокал, альт, слова;
- Войцех Топа — бэк-вокал, скрипка;
- Юзеф Хыц — бэк-вокал, подгальские басы;
- Пётр (Фалько) Рыхлец — клавишные инструменты;
- Лукаш Москаль — перкуссия;
- Томек (Сэрек) Кравчик — электрогитара;
- Михал Тромбский — бас-гитара.

а также
- Матеуш Поспешальский[пол.] — музыка, аранжировка, продюсирование;
- Богуслава Кудасик — бэк-вокал;
- Станислава Требуня-Сташель — бэк-вокал.